# Gewichtstrimm

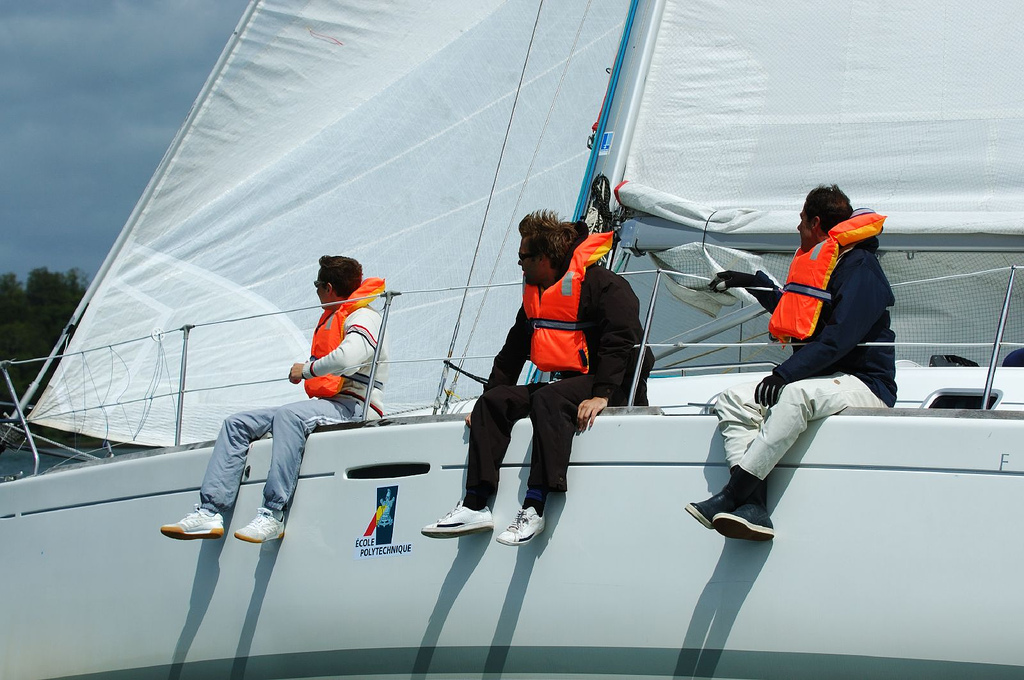
Typischer Gewichtstrimm auf einer Segeljacht: Sitzen auf der Bordkante auf der Luvseite.

Gewichtstrimm ist eine Form der Trimmung und bezeichnet das Ausgleichen der Schräglage von  Segelfahrzeugen im Wasser zur Geschwindigkeitsoptimierung. Die durch den Wind erzeugte Kraft, welche auf die Segel wirkt, teilt sich auf in Vortrieb und Querkraft. Durch die senkrecht zur Bewegungsrichtung auf das Segel wirkende Querkraft gerät ein Segelboot in Schräglage. Je schräger ein Segelboot jedoch liegt, desto geringer ist die Angriffsfläche des Windes im Segel und desto geringer der Vortrieb. Im Extrem, bei 90 Grad Krängung, ist das Boot gekentert und das Segel liegt im Wasser (ohne Vortrieb zu erzeugen).
Deshalb ist es auf kleineren Segelbooten und bei stärkeren Winden im Prinzip am besten, wenn das Boot komplett aufrecht gesegelt wird. Dies gilt insbesondere für Gleitjollen wie Korsar oder Flying Dutchman. Bei Jollen wird der Gewichtstrimm insbesondere durch Nutzung des Trapezes erreicht (Platzierung von Personen). Bei leichten Winden stehen allerdings die schwereren Segel nicht optimal; eine leichte Krängung ist hier vorzuziehen, damit die Segel durch ihr Eigengewicht etwas seitwärts in eine bessere Form fallen.
Es gibt allerdings auch Bootstypen, wie beispielsweise Sportkatamarane, die die optimale Geschwindigkeit erst bei einer gewissen Schräglage erreichen. Kleine Katamarane erreichen die maximale Geschwindigkeit, wenn sich ein Rumpf aus dem Wasser hebt. Bei großen Trimaranen soll sich sogar der mittlere Rumpf teilweise aus dem Wasser heben. Dadurch wird der Wasserwiderstand des Boots entscheidend verringert.
Vor allem auf kleineren Booten kommt der Besatzung eine zentrale Rolle für den Gewichtstrimm zu, weil die Boote selbst auf kleinere Gewichtsverlagerungen sehr empfindlich reagieren. Selbst auf durchschnittlich großen Jachten macht sich das Besatzungsgewicht noch so stark bemerkbar, dass Segler insbesondere auf Regatten gezielt auf der Bordkante an der Luvseite sitzen, um mit ihrem Gewicht das Boot etwas aufzurichten. Bei modernen Rennyachten werden zum Gewichtstrimm auch Ballasttanks eingesetzt.
Kleinere Boote, wie Jollen, betreiben den Gewichtstrimm auch nach vorne und hinten, um beispielsweise bei starkem Wind das Eintauchen des Bugs ins Wasser zu verhindern.